# Ӎ
La Ӎ (en minúscula ӎ; en cursiva: Ӎ ӎ) es una letra del alfabeto cirílico. Su forma se deriva de la letra cirílica M (М м) y se caracteriza por añadir una cola a la pierna derecha.
La eme con cola es utilizada solo en el alfabeto del idioma sami kildin para representar la nasal bilabial sorda /m̥/.

## Códigos de computación
| Vista general               | Ӎ                                    | Ӎ                                    | ӎ                                  | ӎ                                  |
| --------------------------- | ------------------------------------ | ------------------------------------ | ---------------------------------- | ---------------------------------- |
| Nombre Unicode              | CYRILLIC CAPITAL LETTER EM WITH TAIL | CYRILLIC CAPITAL LETTER EM WITH TAIL | CYRILLIC SMALL LETTER EM WITH TAIL | CYRILLIC SMALL LETTER EM WITH TAIL |
| Codificaciones              | decimal                              | hexadecimal                          | decimal                            | hexadecimal                        |
| Unicode                     | 1229                                 | U+04CD                               | 1230                               | U+04CE                             |
| UTF-8                       | 211 141                              | D3 8D                                | 211 142                            | D3 8E                              |
| Numeric character reference | &#1229;                              | &#x4CD;                              | &#1230;                            | &#x4CE;                            |